# 단위 원판
수학에서, 단위 원판(영어: unit disk 또는 disc)는 반지름이 1인 원판이다.

위에서부터 순서대로 유클리드 거리, 맨해튼 거리, 체비쇼프 거리에서의 단위 원판. 일반적으로 단위 원판이라 하면 제일 위의 유클리드 거리에서의 원판을 의미한다.

닫힌 원판은 {\displaystyle \mathbb {D} ,D^{2}} 또는 {\displaystyle {\overline {D^{2}}}} 등으로 표기하며 다음과 같이 정의된다.
{\displaystyle \mathbb {D} =\{x\in \mathbb {R} ^{2}:||x||\leq 1\}}
열린 원판은 {\displaystyle {\text{int}}\ \mathbb {D} ,{\text{int}}\ D^{2}} 등으로 표기하며 다음과 같이 정의된다.
{\displaystyle {\text{int}}\ \mathbb {D} =\{x\in \mathbb {R} ^{2}:||x||<1\}}
일반적으로 단위 원판이라 하면 닫힌 원판을 가리킨다. 단위 원판은 단위구의 2차원에 해당하는 예시이다.
평면 위에 주어진 점 {\displaystyle P}로부터 거리가 1 이내인 닫힌 원판과 열린 원판은 각각 {\displaystyle {\bar {D}}_{1}(P)}과 {\displaystyle {\bar {D}}_{1}(P)}으로 나타내며 다음과 같이 정의된다.
{\displaystyle {\bar {D}}_{1}(P)=\{Q:|P-Q|\leq 1\}}
{\displaystyle D_{1}(P)=\{Q:|P-Q|<1\}}
복소 평면 {\displaystyle \mathbb {C} }에서 단위 원판은 다음과 같은 집합을 의미한다.
{\displaystyle \mathbb {D} =\{z\in \mathbb {C} :|z|\leq 1\}}
여기서 복소수 {\displaystyle z=x+iy\in \mathbb {C} }의 절댓값은 다음과 같이 정의된다.
{\displaystyle |z|={\sqrt {x^{2}+y^{2}}}}

## 같이 보기
- 단위원
- 단위구